# Marina Baixa
Die Comarca Marina Baixa ist eine der neun Comarcas in der Provinz Alicante der Valencianischen Gemeinschaft.
Die im Nordosten gelegene Comarca umfasst 18 Gemeinden auf einer Fläche von 578,67 km².

## Gemeinden
| Gemeinde                | Einwohner (2024) | Fläche km² | Dichte Einw./km² | Cod INE | Postleitzahl |
| ----------------------- | ---------------- | ---------- | ---------------- | ------- | ------------ |
| L’Alfàs del Pi          | 20.160           | 19,26      | 1.047            | 03011   | 03580, 03581 |
| Altea                   | 23.963           | 34,43      | 696              | 03018   | 03590        |
| Beniardá                | 235              | 15,74      | 15               | 03027   | 03517        |
| Benidorm                | 74.663           | 38,51      | 1.939            | 03031   | 03501–03503  |
| Benifato                | 144              | 11,88      | 12               | 03033   | 03517        |
| Benimantell             | 548              | 37,91      | 14               | 03037   | 03516        |
| Bolulla                 | 486              | 13,57      | 36               | 03045   | 03518        |
| Callosa d’en Sarrià     | 7.959            | 34,66      | 230              | 03048   | 03510        |
| El Castell de Guadalest | 282              | 15,97      | 18               | 03075   | 03517        |
| Confrides               | 296              | 39,98      | 7                | 03057   | 03517        |
| Finestrat               | 9.352            | 42,25      | 221              | 03069   | 03500, 03509 |
| La Nucia                | 18.783           | 21,36      | 879              | 03094   | 03530        |
| Orxeta                  | 879              | 24,06      | 37               | 03098   | 03579        |
| Polop                   | 5.650            | 22,58      | 250              | 03107   | 03520        |
| Relleu                  | 1.288            | 76,87      | 17               | 03112   | 03578        |
| Sella                   | 604              | 38,72      | 16               | 03124   | 03579        |
| Tàrbena                 | 634              | 31,67      | 20               | 03127   | 03518        |
| Villajoyosa             | 36.891           | 59,25      | 623              | 03139   | 03570        |
| Comarca Marina Baixa    | 202.817          | 578,67     | 350              | –       | –            |

1. ↑  Instituto Nacional de Estadística Municipal Register of Spain